# Отто Бауер (ветеринар)
Отто Юліус Генріх Еміль Бауер (нім. Otto Julius Heinrich Emil Bauer; 31 серпня 1874, Мюльгаузен — 11 жовтня 1946, Брауншвейг) — німецький військовий ветеринар, доктор ветеринарії, генерал-майор ветеринарної служби вермахту (1 червня 1944).

## Біографія
В 1894 році вступив в Прусську армію. З 1913 року — почесний службовець 3-го гвардійського уланського полку. Пізніше очолив газовий відділ ветеринарної бази Військово-ветеринарної академії. Учасник Першої світової війни. В 1915 році зарахований в резервний гвардійський драгунський полк. Пізніше став головним ветеринаром 12-го піхотного полку. Після демобілізації армії залишений в рейхсвері. В 1928 році очолив військово-навчальний центр в Берліні. 31 грудня 1928 року звільнений.
26 серпня 1939 року призваний в армію і був призначений начальником 11-го лазарету для коней та головним ветеринаром 11-го військового округу. Залишався на цих посадах до кінця Другої світової війни.

## Нагороди
- Медаль «За вислугу років» (Баден)
  - 3-го класу (9 років; 1903)
  - 1-го класу
- Залізний хрест 2-го і 1-го класу
- Орден Альберта (Саксонія), лицарський хрест 1-го класу з мечами
- Почесний хрест ветерана війни з мечами
- Хрест Воєнних заслуг 2-го і 1-го класу з мечами